# Ngôn ngữ
Ngôn ngữ là một hệ thống giao tiếp có cấu trúc được sử dụng bởi con người. Cấu trúc của ngôn ngữ được gọi là ngữ pháp, còn các thành phần tự do của nó được gọi là từ vựng. Ngôn ngữ là phương tiện giao tiếp chính của con người, tồn tại ở dạng lời nói, ký hiệu hoặc chữ viết. Phần lớn các ngôn ngữ trên thế giới sở hữu các hệ chữ viết có chức năng ký âm và bảo tồn lời nói. Trong số các hệ thống giao tiếp ở động vật, ngôn ngữ của con người độc đáo ở nhiều điểm như: nó không phụ thuộc vào một phương thức truyền tải duy nhất nào, nó khác biệt giữa từng nền văn hóa và từng giai đoạn lịch sử, và nó có phạm vi biểu đạt rộng hơn nhiều so với các hệ thống khác.
Ngôn ngữ con người có tính năng sản (productivity, tức là khả năng tạo ra vô số từ mới chỉ dựa trên các yếu tố cơ bản) và tính dịch chuyển (displacement, tức là khả năng nhắc đến thứ nằm ngoài ngữ cảnh hiện tại), đồng thời nó phải dựa trên quy ước xã hội và sự học tập tiếp thu.
Số lượng ngôn ngữ trên thế giới dao động trong khoảng từ 6.000-7.000, phụ thuộc vào chỉ tiêu phân biệt giữa ngôn ngữ và phương ngữ của từng tác giả. Ngôn ngữ tự nhiên có thể là khẩu ngữ, thủ ngữ hoặc cả hai; tuy vậy, bất kỳ ngôn ngữ nào cũng có thể được mã hóa bằng phương tiện thứ cấp được tiếp nhận bởi thính giác, thị giác hoặc xúc giác; ví dụ như văn bản, biển báo, chữ nổi hoặc huýt sáo. Nói cách khác, ngôn ngữ của con người độc lập khỏi phương thức biểu đạt, còn ngôn ngữ ký hiệu và ngôn ngữ viết là các phương thức lưu giữ hoặc mã hóa tiếng nói tự nhiên hoặc cử chỉ của con người.
Khi được sử dụng như một khái niệm chung, ngôn ngữ có thể được hiểu là (1) khả năng nhận thức để tiếp thu và sử dụng các hệ thống giao tiếp phức tạp, hoặc (2) tập hợp các quy tắc tạo nên các hệ thống giao tiếp đó, hoặc (3) tập hợp các ngữ lưu (utterance) có thể được tạo ra từ những quy tắc đó. Tất cả các ngôn ngữ đều phải dựa vào quá trình thiết hiệu (semiosis) để liên hệ dấu hiệu (sign) với một ý nghĩa (meaning) cụ thể. Khẩu ngữ, thủ ngữ và ngôn ngữ xúc giác đều có hệ thống âm vị (phonology) quy định sự kết hợp các biểu tượng (symbol) với nhau để tạo thành các chuỗi gọi là từ hoặc hình vị; cùng một hệ thống cú pháp quy định sự kết hợp các từ và hình vị để tạo thành ngữ đoạn (phrase) và ngữ lưu.
Môn khoa học nghiên cứu ngôn ngữ được gọi là ngôn ngữ học. Các xem xét phản biện về ngôn ngữ (triết học ngôn ngữ, mối quan hệ giữa ngôn ngữ và tư duy, điển hình như khẳng định 'ngôn từ đại diện cho kinh nghiệm', v.v) đã được thảo luận từ thời của các triết gia Gorgias và Plato của Hy Lạp cổ đại. Các nhà tư tưởng sau đó như Rousseau (1712–1778) thì cho rằng ngôn ngữ bắt nguồn từ cảm xúc, trong khi Immanuel Kant (1724–1804) lại cho rằng ngôn ngữ bắt nguồn từ suy nghĩ luân lý và logic. Các triết gia thế kỷ 20 như Ludwig Wittgenstein (1889–1951) cho rằng triết học chẳng qua là nghiên cứu ngôn ngữ. Hai học giả quan trọng nhất có công tạo dựng nên ngành ngôn ngữ học hiện đại là Ferdinand de Saussure và Noam Chomsky.
Ngôn ngữ được cho là đã dần tách ra từ hệ thống giao tiếp linh trưởng tiền khởi, khi các hominin sơ khai lĩnh hội khả năng hình thành lý thuyết tâm trí (theory of mind) và tính ý hướng (intentonality) chung. Sự phát triển những đặc điểm này trùng hợp với khuynh hướng gia tăng khối lượng não ở người. Nhiều nhà ngôn ngữ học coi cấu trúc của ngôn ngữ đã tiến hóa để phục vụ các chức năng giao tiếp và chức năng xã hội cụ thể. Ngôn ngữ được xử lý ở nhiều khu vực trực thuộc não bộ, chủ yếu ở vùng Broca và Wernicke. Con người thụ đắc ngôn ngữ thông qua giao tiếp xã hội từ thời thơ ấu; trẻ em thường nói trôi chảy khi lên 3. Ngôn ngữ và văn hóa phụ thuộc lẫn nhau; do vậy, bên cạnh công dụng giao tiếp, ngôn ngữ còn có những công dụng xã hội như biểu thị bản sắc nhóm, phân tầng xã hội, giải trí và chải chuốt xã hội (social grooming).
Ngôn ngữ biến đổi và đa dạng hóa theo thời gian; lịch sử diễn tiến của ngôn ngữ có thể được phục nguyên (reconstruction) thông qua phương pháp so sánh lịch sử nhằm tìm ra điểm chung giữa các ngôn ngữ hiện đại và suy luận ra được đặc điểm mà ngôn ngữ tổ tiên chung của chúng đã sở hữu. Một nhóm ngôn ngữ có chung nguồn gốc từ cùng một tổ tiên được gọi là một ngữ hệ; ngược lại, một ngôn ngữ mà chưa được chứng minh là có bất cứ mối quan hệ nào với các ngôn ngữ đồng đại hoặc lịch đại khác thì được gọi là ngôn ngữ biệt lập. Hiện vẫn có những ngôn ngữ chưa được nghiên cứu phân loại và đôi khi có các ngôn ngữ giả mạo bị báo cáo nhầm hoặc do sự cố tình lừa đảo. Giới học thuật hiện nay nhất trí cho rằng 50-90% ngôn ngữ được nói vào đầu thế kỷ 21 có lẽ sẽ "tuyệt chủng" vào năm 2100.

## Từ nguyên
Trong tiếng Việt, "ngôn ngữ" là phiên âm Hán-Việt của cặp chữ Hán 言語 (bính âm Quan thoại chuẩn: yányǔ). Trong giai đoạn tiếng Hán trung cổ, hai chữ này được phát âm là /ŋɨɐn  ŋɨʌX/, và trong giai đoạn tiếng Hán thượng cổ, 言 và 語 được phục nguyên lần lượt là *ŋan và *ŋaʔ theo nhà ngôn ngữ học Thượng Phương (2003). Schuessler (2007) cho rằng 言 (OC: *ŋan) là danh từ phái sinh của động từ 語 (OC: *ŋaʔ, nghĩa là 'nói') vì có kèm hậu tố *-n. Một từ nữa dùng để chỉ ngôn ngữ nói trong tiếng Việt là "tiếng", bắt nguồn từ "tiếng" của tiếng Việt trung đại (thế kỷ 17) và là một từ mượn có gốc Hán trung cổ, 聲 (MC: ɕiᴇŋ) 'âm thanh'.
Trong tiếng Anh, "language" 'ngôn ngữ' được vay mượn từ language 'ngôn ngữ' của tiếng Pháp cổ (âm Pháp cổ là lanˈɡʷadʒə), bắt nguồn từ lingua 'lưỡi' của tiếng Latin, chính nó lại bắt nguồn từ *dn̥ǵʰwéh₂s 'lưỡi, lời nói, ngôn ngữ' của tiếng Ấn-Âu nguyên thủy.

## Định nghĩa
Danh từ "ngôn ngữ" có thể được dùng để chỉ mật mã, cipher và ngôn ngữ nhân tạo, ví dụ như ngôn ngữ máy tính trong kỹ thuật lập trình. Theo đó, ngôn ngữ được định nghĩa là hệ thống các dấu hiệu nhằm mục đích mã hóa và giải mã thông tin. Bài viết này tập trung vào ngôn ngữ tự nhiên của loài người, được nghiên cứu bởi ngành ngôn ngữ học.
"Ngôn ngữ", trong vai trò là đối tượng nghiên cứu của ngôn ngữ học, có hai nghĩa chính: khái niệm trừu tượng hoặc hệ thống ngôn ngữ cụ thể kiểu như "tiếng Việt". Nhà ngôn ngữ học Thụy Sĩ Ferdinand de Saussure (người có công định hình nghiên cứu ngôn ngữ học hiện đại) là người đầu tiên phân biệt rõ ràng sự khác biệt đó. Ông sử dụng từ language để chỉ khái niệm, từ langue để chỉ ví dụ cụ thể của một hệ thống ngôn ngữ và từ parole để chỉ phương cách sử dụng lời nói của một ngôn ngữ cụ thể.
Khi nói về ngôn ngữ như một khái niệm chung, nhiều định nghĩa có thể được vận dụng để nhấn mạnh các khía cạnh khác nhau của hiện tượng này. Mỗi định nghĩa sẽ định hình phương pháp nghiên cứu và sự thấu hiểu ngôn ngữ theo từng cách riêng, dẫn đến những trường phái lý thuyết khác nhau hoặc xung khắc nhau. Các tranh luận xoay quanh bản chất và nguồn gốc của ngôn ngữ đã tồn tại từ thời cổ đại. Các triết gia Hy Lạp như Gorgias và Platon hoài nghi về mối quan hệ giữa từ ngữ, khái niệm và thực tế. Gorgias cho rằng ngôn ngữ không thể đại diện cho trải nghiệm khách quan lẫn trải nghiệm nhân sinh, rằng giao tiếp và chân lý đều bất khả dĩ. Trái lại, Platon cho rằng chúng ta có thể giao tiếp được vì ngôn ngữ đại diện cho các ý tưởng và khái niệm tồn tại độc lập khỏi ngôn ngữ và trước cả ngôn ngữ.
Trong các cuộc tranh luận về nguồn gốc loài người vào thời kỳ Khai sáng, các suy đoán về nguồn gốc ngôn ngữ đã trở nên rất thịnh hành. Các nhà tư tưởng như Rousseau và Herder cho rằng ngôn ngữ bắt nguồn từ sự biểu đạt cảm xúc theo bản năng, và nó ban đầu gần với âm nhạc và thơ ca hơn là logic và tư duy lý trí. Các nhà triết học duy lý như Kant và Descartes lại có quan điểm ngược lại. Khoảng đầu thế kỷ 20, các nhà tư tưởng bắt đầu băn khoăn về vai trò của ngôn ngữ trong việc hình thành trải nghiệm của con người về thế giới – đặt câu hỏi liệu ngôn ngữ có phản ánh đơn thuần cấu trúc khách quan của thế giới, hay liệu ngôn ngữ tạo ra những khái niệm mà nó áp đặt lên trải nghiệm về thế giới khách quan của chúng ta. Điều này lại dẫn đến câu hỏi liệu các vấn đề triết học có thực sự trước hết phải là vấn đề ngôn ngữ học hay không. Sự trỗi dậy của quan điểm cho rằng ngôn ngữ đóng vai trò chủ đạo trong việc tạo ra và lưu thông các khái niệm, cùng quan điểm cho rằng nghiên cứu triết học về cơ bản là nghiên cứu ngôn ngữ, gắn liền với cái được gọi là bước ngoặt ngôn ngữ học (linguistic turn) và triết gia Ludwig Wittgenstein của thế kỷ 20. Các tranh luận về quan hệ của ngôn ngữ với ý nghĩa và tham chiếu, với nhận thức và ý thức, vẫn đang rất sôi nổi cho đến tận ngày nay.

### Khả năng tâm trí, cơ quan hay bản năng
Một định nghĩa coi ngôn ngữ chủ yếu là khả năng tâm trí (mental faculty) cho phép con người thực hiện các hành vi ngôn ngữ: để học ngôn ngữ, để sản xuất và để hiểu lời nói. Định nghĩa này nhấn mạnh tính phổ quát của ngôn ngữ ở loài người và cơ sở sinh học của khả năng sử dụng ngôn ngữ như là một sự phát triển độc đáo của não người. Những người ủng hộ quan điểm này cho rằng sự thụ đắc ngôn ngữ là bẩm sinh ở loài người; họ khẳng định điều này là hiển nhiên vì lẽ, tất cả trẻ em bình thường lớn lên trong môi trường tiếp xúc với ngôn ngữ đều có thể tiếp thu ngôn ngữ mà chẳng cần hướng dẫn. Ngôn ngữ thậm chí có thể phát triển một cách tự nhiên trong môi trường con người sống và lớn lên cùng nhau mà không có ngôn ngữ chung; ví dụ, các ngôn ngữ Creole và ngôn ngữ ký hiệu Nicaragua. Quan điểm này bắt nguồn từ thời các triết gia Immanuel Kant và René Descartes, về sau còn xuất hiện trong thuyết ngữ pháp phổ quát của Noam Chomsky và thuyết bẩm sinh cực độ của triết gia người Mỹ Jerry Fodor. Định nghĩa này thường được sử dụng trong các nghiên cứu ngôn ngữ thuộc khuôn khổ khoa học nhận thức và ngôn ngữ học thần kinh.

### Hệ thống biểu tượng hình thức
Một định nghĩa khác coi ngôn ngữ là một hệ thống hình thức (formal system) bao gồm các biểu tượng tuân theo quy tắc ngữ pháp kết hợp nhằm truyền tải một ý nghĩa. Định nghĩa này nhấn mạnh rằng ngôn ngữ con người có thể được mô tả như một hệ thống kết cấu đóng, trong đó bao gồm các quy tắc ánh xạ các dấu hiệu cụ thể tới các ý nghĩa cụ thể. Quan điểm cấu trúc này được Ferdinand de Saussure đề xướng, và thuyết cấu trúc (structuralism) của ông là nền móng của nhiều phương pháp tiếp cận ngôn ngữ hậu thế.
Những người ủng hộ lý thuyết ngôn ngữ của Saussure chủ trương một cách tiếp cận hình thức để nghiên cứu cấu trúc ngôn ngữ bằng cách xác định các yếu tố cơ bản rồi trình bày các quy tắc kết hợp các yếu tố đó nhằm hình thành từ và câu hoàn chỉnh. Noam Chomsky, cha đẻ thuyết ngữ pháp tạo sinh (generative grammar), là người ủng hộ nhiệt tình lý thuyết này. Chomsky định nghĩa ngôn ngữ là sự xây dựng các câu cú có thể được tạo ra bằng ngữ pháp chuyển đổi (transformational grammar). Chomsky cho rằng các quy tắc đó là đặc điểm bẩm sinh của tâm trí con người và tạo thành các nguyên lý cơ bản của ngôn ngữ. Khái niệm ngữ pháp chuyển đổi cũng thường xuyên được áp dụng trong các ngành như logic học, ngôn ngữ học hình thức và ngôn ngữ học máy tính.

### Công cụ giao tiếp

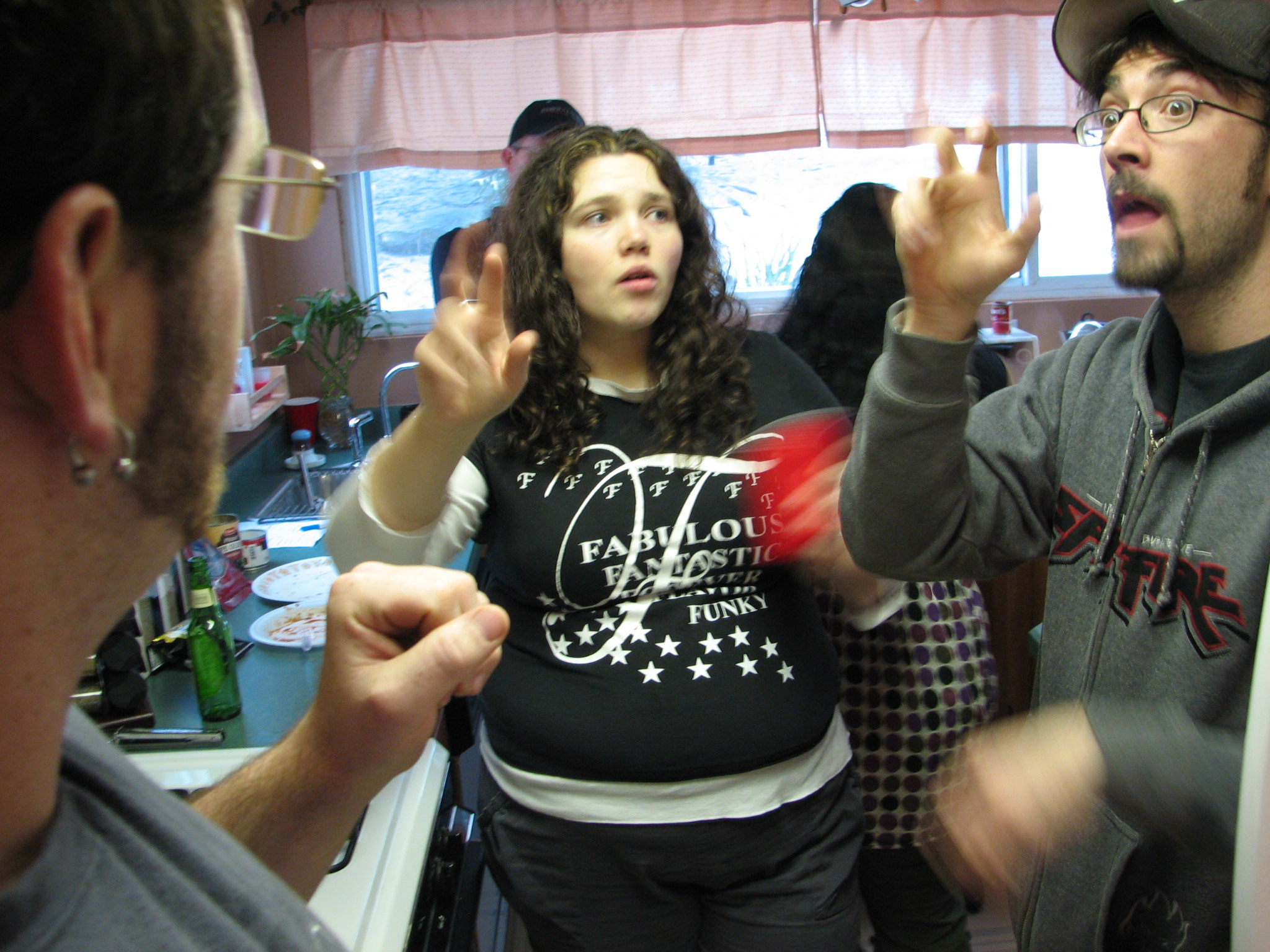
Một cuộc hội thoại sử dụng ngôn ngữ ký hiệu Mỹ

Một định nghĩa khác coi ngôn ngữ là một hệ thống giao tiếp cho phép con người trao đổi ngữ lưu lời nói (verbal) hoặc biểu tượng (symbolic). Định nghĩa này nhấn mạnh chức năng xã hội của ngôn ngữ; con người sử dụng ngôn ngữ để bộc lộ bản thân và thao túng đối tượng trong môi trường. Các lý thuyết chức năng của ngữ pháp giải thích các cấu trúc ngữ pháp dựa trên chức năng giao tiếp của chúng, cho rằng các cấu trúc ngữ pháp của ngôn ngữ là kết quả của một quá trình thích ứng trong đó ngữ pháp được hiệu chỉnh nhằm phục vụ nhu cầu giao tiếp của người sử dụng.
Quan điểm này gắn liền với việc nghiên cứu ngôn ngữ trong khuôn khổ các ngành ngữ dụng học, ngôn ngữ học nhận thức, ngôn ngữ học tương tác, ngôn ngữ học xã hội và nhân học ngôn ngữ. Các lý thuyết chức năng thường coi ngữ pháp như những hiện tượng động, như những cấu trúc luôn trong quá trình thay đổi khi người nói sử dụng. Quan điểm này đặt trọng tâm nghiên cứu ở ngành loại hình học ngôn ngữ (linguistic typology), tức là phân loại ngôn ngữ theo đặc điểm cấu trúc, do có thể chỉ ra rằng sự ngữ pháp hóa (grammaticalization) có xu hướng đi theo quỹ đạo phụ thuộc một phần vào loại hình học. Trong triết học ngôn ngữ, quan điểm coi ngữ dụng là trung tâm của ngôn ngữ và ý nghĩa thường gắn liền với các tác phẩm của Wittgenstein và các triết gia ngôn ngữ thông thường như J.L. Austin, Paul Grice, John Searle hay W.O. Quine.

### Các độc đáo của ngôn ngữ con người
Nhà ngôn ngữ học Charles Hockett đã mô tả nhiều đặc điểm khác biệt của ngôn ngữ con người, mà được ông đặt tên là các đặc điểm thiết kế (design feature), tách biệt ngôn ngữ con người khỏi các hệ thống giao tiếp ở loài vật.
Các hệ thống giao tiếp ở động vật như ong hoặc vượn là các hệ thống đóng bao gồm một số lượng hữu hạn (thường rất hạn chế) các ý tưởng có thể diễn đạt. Ngược lại, ngôn ngữ con người là hệ thống mở và năng sản, tức là nó cho phép con người tạo ra một loạt các ngữ lưu từ một tập hợp hữu hạn các yếu tố và cho phép con người tạo ra các câu từ mới. Điều này khả thi bởi vì ngôn ngữ con người dựa trên một mã kép (dual code), trong đó một số lượng hữu hạn các yếu tố vô nghĩa ban đầu (ví dụ: âm thanh, chữ cái hoặc cử chỉ) có thể được kết hợp để tạo thành vô số đơn vị ý nghĩa lớn hơn (từ và câu). Tuy nhiên, một nghiên cứu đã chứng minh rằng loài chim Pomatostomus ruficeps ở Úc có khả năng sử dụng các yếu tố âm giống nhau nhưng theo cách dàn xếp khác nhau để tạo ra hai âm thanh khác biệt về chức năng. Ngoài ra, loài chim Turdoides bicolor có khả năng tạo ra hai giọng hót khác biệt về chức năng được cấu thành từ cùng một loại âm, chỉ có thể được phân biệt bằng số lượng các yếu tố âm lặp lại.
Một số loài động vật đã được chứng minh là có khả năng tiếp thu các hình thức giao tiếp thông qua học tập xã hội: ví dụ như một con tinh tinh lùn tên là Kanzi đã học cách thể hiện bản thân bằng cách sử dụng một bộ từ vựng tượng trưng (xem tiếng Yerkes). Tương tự, nhiều loài chim và cá voi học các tiếng kêu âm hưởng bằng cách bắt chước các thành viên khác trong đàn của chúng. Tuy đúng là một số loài vật có thể tiếp thu số lượng lớn từ và ký hiệu, khả năng tiếp thu của chúng vẫn còn kém xa một đứa bé loài người năm 4 tuổi trung bình và chúng vẫn chưa tạo ra bất kỳ thứ gì tương tự như ngữ pháp phức tạp ở ngôn ngữ con người.
Ngôn ngữ con người khác biệt với các hệ thống giao tiếp động vật ở chỗ: nó sở hữu các đặc điểm ngữ pháp và ngữ nghĩa, chẳng hạn danh từ và động từ, thì hiện tại và thì quá khứ, được sử dụng để truyền đạt những ý nghĩa cực kỳ phức tạp. Ngôn ngữ con người còn độc đáo với tính đệ quy: ví dụ, một cụm danh từ có thể chứa một cụm danh từ khác (kiểu như "[môi [con tinh tinh]]") hoặc một mệnh đề có thể chứa một mệnh đề khác (kiểu như "[Tôi thấy [con chó đang chạy]]"). Ngôn ngữ con người là hệ thống giao tiếp tự nhiên duy nhất được biết mà khả năng thích ứng có thể coi là độc lập về phương thức (modality independent). Điều này tức là ngôn ngữ có thể được sử dụng không chỉ để giao tiếp thông qua một kênh hoặc phương tiện duy nhất. Ví dụ, ngôn ngữ nói sử dụng phương thức thính giác, trong khi ngôn ngữ ký hiệu và chữ viết sử dụng phương thức trực quan, còn chữ nổi sử dụng phương thức xúc giác.

## Nghiên cứu

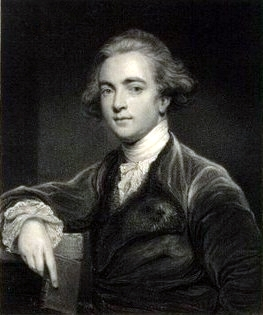
William Jones phát hiện mối quan hệ họ hàng giữa tiếng Latin và tiếng Phạn, đặt nền móng cho ngành ngôn ngữ học lịch sử.

### Thời kỳ đầu

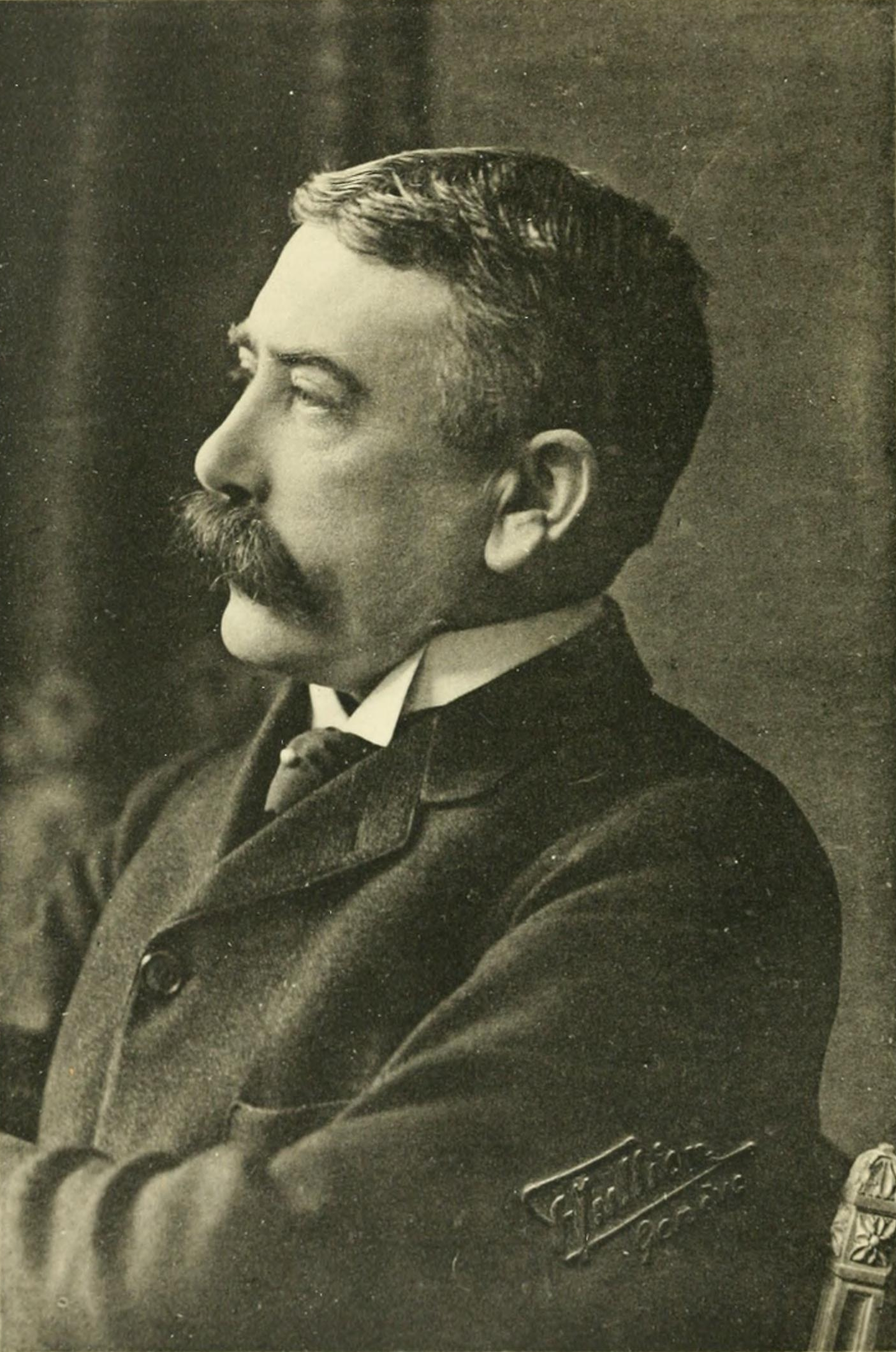
Ferdinand de Saussure phát triển hướng tiếp cận cấu trúc luận đối với nghiên cứu ngôn ngữ.

### Ngôn ngữ học hiện đại

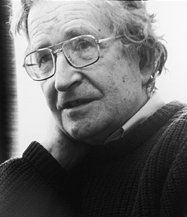
Noam Chomsky là nhà ngôn ngữ học có ảnh hưởng nhất trong thế kỷ 20.

### Bộ não

Các khu vực ngôn ngữ của não bộ. Hồi góc được tô màu cam, hồi trên viền được tô màu vàng, vùng Broca được tô màu lam, vùng Wernicke được tô màu lục và vỏ não thính giác chính được tô màu hồng.

## Cấu trúc

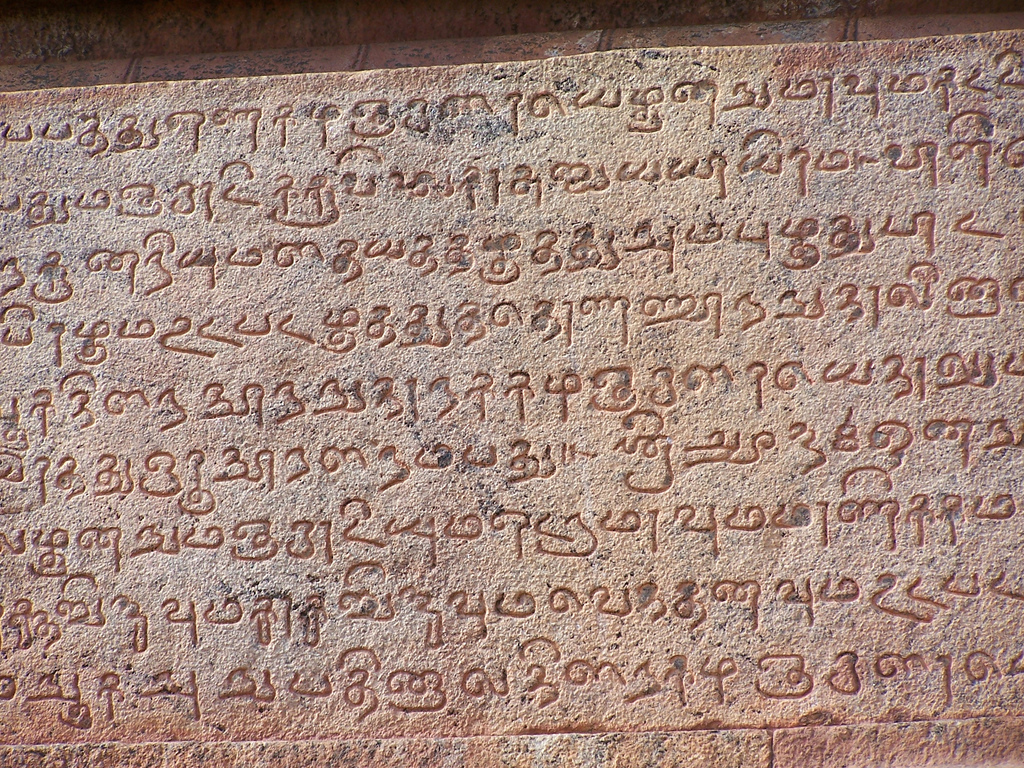
Bản khắc tiếng Tamil cổ đại tại Thanjavur